# Год Весны (книга)
«Год Весны: путешествие длиною в год» — книга российского путешественника, члена Союза Кругосветчиков России, Вячеслава Красько, в которой нашли своё отражение все эмоции и впечатления от совершённого автором кругосветного путешествия.  
По мнению критиков (Вячеслав Бутусов, Иван Охлобыстин, Николай Дроздов и др.) «Год Весны» нельзя отнести к определённому жанру — это не роман и не автобиография, не путевые заметки и не пособие по страноведению. В этой истории странствии уставшего от жизни опытного финансиста и топ-менеджера есть место как описанию экзотических пейзажей и диалогов с туземцами, так и воспоминаниям о любви и душевным переживаниям, размышлениям и отрывкам из любимых книг. 
Как выразился сам автор книги: «Мне хотелось, чтобы люди, читающие эту книгу, могли погрузиться в атмосферу пути изнутри, разделить чувства и мысли свободного от привязанностей странника. Она представляет собой, по сути,  бескомпромиссный манифест свободы и счастья, и, может быть,  послужит катализатором для исполнения собственных желаний читателей».
Работа над книгой велась в 2010-2011 годах во многих странах и на многих континентах. Окончательную редакцию книга получила в конце 2011 года в высокогорной деревне Саранкот (расположенной неподалёку от непальского города Покхара), а уже в июне 2012 года была издана московским издательством «Постум».

## Сюжет книги
Главный герой книги — это сам автор Вячеслав Красько, опытный топ-менеджер, в свои 35 лет достигший финансовой независимости и устойчивого положения в обществе, вдруг обнаруживает, что у него в жизни отсутствует самое главное – радость, и свобода, спонтанность и искренность чувств. За рационализмом и верой исключительно в себя, за амбициозными целями и жёсткими принципами  незаметно для него самого исчезла подлинная красота и сущность жизни.
И тогда Вячеслав расстаётся с любимой девушкой, меняет квартиру, бросает высокооплачиваемую работу и отправляется в путешествие, чтобы найти, наконец, красоту и сущность жизни.
Вячеслав покупает билет в один конец и, взяв с собой рюкзак с самым необходимым, на целый год отправляется в кругосветное путешествие, тем самым решительно покинув  комфортабельный московский мир.
Своё путешествие он начинает весной, которая всегда считалась временем  перемен и обновления.
Итак – Азия, Австралия, Южная Америка, Антарктида, Северная Америка, Африка и, наконец, Европа…
Каждый день в путешествии Вячеслава не похож на другой. Великолепие древней архитектуры сменяется красотой девственной природы, небольшие города перемежаются мегаполисами, поучительная беседа с индийским гуру соседствует с обыденными неприятностями, а новая любовь к чудесной девушке оборачивается горечью разочарования, – всё это поток жизни, её вкус, который можно легко ощутить и сложно забыть. Вячеслав, как маленькое дитя, всё пробует на вкус и щедро делится новым опытом с читателями. Он учится управлять яхтой и ловить волну на сёрфе, готовить замысловатые китайские блюда и танцевать аргентинское танго, прыгать с «тарзанкой» над бурной горной рекой и взбираться на высочайшие пики.
Знакомясь во время путешествия со многими людьми Вячеслав, по законам жанра, странствуя по миру, наконец-то встречает женщину, близкую ему по духу. Конечно же, этого просто не могло не произойти…
Одно из самых важных открытий, которые делает Вячеслав в путешествии, думая о любви и об одиночестве, о душе и о бизнесе, это то, что сначала надо выбрать себе свою жизнь, а не примерять созданную по чьим-то чужим меркам и идеалам.
У Вячеслава вдруг возникает вопрос – а стоит ли возвращаться в тот мир, от которого он бежал, ведь привычная суета вполне может опять поглотить его? Что же, такое опасение закономерно и дав себе обещание твёрдо стоять на выбранном пути и не терять новых ориентиров, он возвращается в Москву.
По дороге домой Вячеслав пишет письмо в будущее – себе самому, тому, кто будет жить его новой жизнью.